# خانه (فیلم ۱۹۸۶)
خانه (انگلیسی: House) فیلمی در ژانر کمدی ترسناک به کارگردانی استیو مینر است که در سال ۱۹۸۶ منتشر شد.

## بازیگران
- ویلیام کت
- جورج ونت
- ریچارد مول
- کی لنز
- مایکل انساین
- سوزان فرنچ
- میندی استرلینگ
- استیون ویلیامز
- فلیکس سیلا